# Sherrilyn Ifill

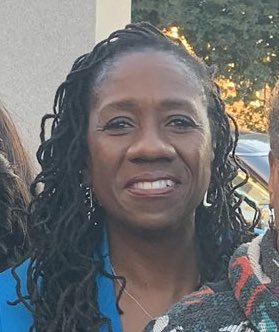
Sherrilyn Ifill, 2020

Sherrilyn Ifill (* 17. Dezember 1962 in New York) ist eine US-amerikanische Anwältin und ehemalige Hochschullehrerin. Sie ist Präsidentin des Legal Defense Fund des NAACP, einer einflussreichen Bürgerrechtsorganisation. 2021 wählte die Zeitschrift Time sie in die Liste der 100 einflussreichsten Persönlichkeiten des Jahres.

## Ausbildung
Sherrilyn Ifill schloss 1984 ihr Studium im Fach Englisch am Vassar College mit einem Bachelor ab. Als Kind hatte sie im Fernsehen Thurgood Marshall, den ersten schwarzen Verfassungsrichter der USA, gesehen und damals schon beschlossen, Bürgerrechtsanwältin zu werden, obwohl sie niemanden mit einem verwandten Beruf im Umfeld hatte. Folgerichtig erwarb sie 1987 an der New York University School of Law den Juris-Doctor-Grad.

## Beruflicher Werdegang
Nach dem Studium arbeitete sie zunächst für die American Civil Liberties Union und ging 1988 zum NAACP Legal Defense and Educational Funds (LDF), einer der ältesten amerikanischen Bürgerrechtsorganisationen. Dort übernahm sie fünf Jahre lang Mandate in Verfahren, in denen es um Wahlrecht ging. Darunter war 1991 auch der Aufsehen erregende Prozess Houston Lawyers’ Association gegen Attorney General of Texas. Hier wurde entschieden, dass der Zweite Artikel des Voting Rights Act auch Richterwahlen umfasste. Damit war die gleiche Beteiligung von Minderheiten, besonders Afroamerikanern, auch in diesem Bereich Gesetz.
1993 wechselte sie an die juristische Fakultät der Universität Maryland in Baltimore, wo sie zwanzig Jahre lang als Hochschullehrerin tätig war. Ihre Schwerpunkte waren Zivilprozessrecht und Verfassungsrecht.
2013 wurde sie Präsidentin des NAACP Legal Defense and Educational Funds (LDF).

## Mitgliedschaften und Ämter (Auswahl)
- Mitglied des Vorstands der NYU Law School of Trustees[3]
- Mitglied des Vorstands des Baltimore Museum of Art[3]
- Seit 2013: Präsidentin und leitende Rechtsberaterin des NAACP Legal Defense and Educational Funds (LDF)[2]
- Seit 2019: Mitglied der American Academy of Arts and Sciences[7]
- 2021: Mitglied der Kommission des Obersten Gerichtshofs von Joe Biden[8]
- 2025: Mitglied der American Philosophical Society

## Engagement
Die Juristin engagiert sich speziell für das Wahlrecht.
Als 2018 massive Rassismusvorwürfe gegen Starbucks erhoben wurden, rief die Kette ein Schulungsprogramm für die Belegschaft zu diesem Thema ins Leben. Sherrilyn Ifills war an der Konzeption beteiligt.
Während der Beschränkungen im Rahmen der COVID-19-Pandemie setzte sie sich im Juli 2020 mit einem Brief des LDF bei den 20 führenden Internetdienstleistern der USA für farbige Kinder und Jugendliche ein. Die Internetanbieter sollten den farbigen Lernenden so lange kostenlos Internetzugang zur Verfügung stellen, bis diese persönlich am Unterricht teilnehmen könnten. Ifill begründete dies damit, dass die meisten der Kinder, die wegen ihres eingeschränkten Zugangs vor erheblichen Bildungsbarrieren stünden, farbig seien.

## Auszeichnungen (Auswahl)
- 2020: The American Lawyer, Auszeichnung als Anwältin des Jahres[3]
- 2020: Glamour Magazine, Auszeichnung als Woman of the Year für ihre Führungsrolle im LDF[3]
- 2021: Time Magazine, Auszeichnung als eine der hundert einflussreichsten Persönlichkeiten des Jahres 2021 (Time100)[10]
- 2021: American Bar Association, Spirit of Excellence Award[3]
- Ehrendoktorate der New York University, des Bard College, der Fordham Law School und der CUNY Law School[3]

## Privatleben
Die Juristin ist verheiratet. Das Paar hat drei Kinder.

## Publikationen (Auswahl)
- Sherrilyn Ifill, Loretta Lynch, Bryan Stevenson, Anthony C. Thompson: Perilous Path: Talking Race, Inequality, and the Law. The New Press, 2018, ISBN 978-1-62097-395-0
- Sherrilyn Ifill, Bryan Stevenson: On the Courthouse Lawn, Revised Edition: Confronting the Legacy of Lynching in the Twenty-First Century. Anniversary Edition. Beacon Press, 2018, ISBN 978-0-8070-2304-4